# Иодид родия(III)
Иодид родия(III) — неорганическое соединение,
соль металла родия и иодистоводородной кислоты с формулой RhI3,
чёрный порошок,
плохо растворяется в воде.

## Получение
- Действие иодида калия на раствор соли родия(III):

{\displaystyle {\mathsf {Rh_{2}(SO_{3})_{3}+6KI\ {\xrightarrow {}}\ 2RhI_{3}\downarrow +3K_{2}SO_{4}}}}

## Физические свойства
Иодид родия(III) образует чёрные кристаллы
моноклинной сингонии,
пространственная группа C 2/m,
параметры ячейки a = 0,677 нм, b = 1,172 нм, c = 0,683 нм, β = 109,3°, Z = 4.

## Химические свойства
- Разлагается при нагревании:

{\displaystyle {\mathsf {2RhI_{3}\ {\xrightarrow {\approx 300^{o}C}}\ 2Rh+3I_{2}}}}